# Asking Alexandria
Asking Alexandria (AA) je britská hard rocková (dříve metalcorová) skupina pocházející z anglického Yorku. Členy skupiny jsou Ben Bruce (sólová kytara), Danny Worsnop (zpěv), Cameron Liddell (rytmická kytara), Sam Bettley (basová kytara) a James Cassells (bicí). Skupina byla založena v roce 2008 a do roku 2021 vydala sedm studiových alb: Stand Up and Scream, Reckless & Relentless, From Death to Destiny, The Black, Asking Alexandria, Like House On Fire a See What's on the Inside.

## Historie

### Vznik aStand Up and Scream(2008–2009)
První zmínky o kapele pochází z Dubaje, kde roku 2008 Ben Bruce založil kapelu pod názvem Asking Alexandria, která až na něj měla úplně jiné složení. Téhož roku vydala kapela své jediné album, nazvané The Irony of your Perfection, avšak zanedlouho se rozpadla. Ben Bruce odjel zpět do Yorkshire, kde nalezl nové členy. Téhož roku vydali demo, na kterém byly surové náčrty songů „The Final Episode“, „A Single Moment of Sincerity“, „A Candlelit Dinner with Inamorta“, „I Was Once, Possibly, Maybe, Perhaps a Cowboy King“, „Nobody Don't Dance No More“ a „Not the American Average“. 15. září 2009 vydali své první album Stand Up and Scream, které jim přineslo velké úspěchy, takže kapela mohla vyjet na své první turné.

### Reckless & Relentless(2010–2012)
Jejich druhému albu, Reckless & Relentless, předcházelo 21. prosince 2010 vydání EP Life Gone Wild, které mělo celkem 6 skladeb a mimo jiné obsahovalo i promoční song k novému albu, „Breathless“. Reckless & Relentless vyšlo 4. dubna 2011. Následovalo několik turné po celém světě se skupinami jako Chelsea Grin, Of Mice & Men, I See Stars a Motionless In White. V květnu 2015 vydala skupina krátký film nazvaný Through Sin and Self-Destruction. Film se skládal ze tří hudebních videí z jejich druhého alba, která na sebe navazovaly, použité songy byly „Reckless & Relentless“, „To the Stage“ a „Dear Insanity“ konci roku 2012 si zpěvák skupiny Danny Worsnop zranil hlasivky, což mu výrazně změnilo hlas.

### From Death to Destiny(2013–2014)
6. srpna 2013 vydala skupina své třetí studiové album, From Death to Destiny. Album mělo do té doby nejlepší hodnocení a startovní prodeje.

### Dannyho odchod aThe Black(2015–2016)
22. ledna 2015 bylo oznámeno, že zpěvák Danny Worsnop, který se skupinou nahrál všechna předchozí studiová alba, odchází do nové kapely nazvané We Are Harlot. Později v rozhovorech uvedl, že by ze skupiny stejně odešel, protože se už nechtěl věnovat metalcorové hudbě a nebyl v kapele spokojený. Nedlouho poté kytarista Ben Bruce oznámil přibrání nového zpěváka, avšak jeho jméno ponechal v tajnosti. Teprve 26. května 2015 byl uveden jako nový zpěvák Denis Šaforostov, bývalý zpěvák ze skupin Make Me Famous a Down & Dirty. S ním byl vydán i nový song „I Won't Give In“. 25. září 2015 vydali nový song nazvaný „Undivided“ a 24. prosince 2015 oznámili, že vydají nové album. Toto album má název The Black a bylo vydáno 25. března 2016. Na podporu nového alba vydali 1. února 2016 nový single „The Black“.

### Denisův odchod, návrat Dannyho a Eponymní album (2016–2018)
21. října 2016 odešel ze skupiny frontman Denis Šhaforostov pro údajné osobní důvody. Později se však ukázalo, že odmítal komunikovat s ostatními členy skupiny a tvrdil, že „Asking Alexandria neexistuje, dokud nedostanu, co je mi dlužno.“ Po jeho odchodu kapela přibrala zpět svého původního zpěváka, Dannyho Worsnopa. Eponymní album bylo vydáno 15. prosince 2017, předcházely mu singly „Into the Fire“ vydaný 21. září 2017 a „Where Did It Go?“ vydaný 25. října 2017. Texty se zabývají i ohlédnutím za minulostí kapely, například za úspěchy („Where Did It Go?“) nebo naopak za stíny svojí minulosti („Alone In Room").

### Like House On Fire(2019–2020)
Skupina 11. června oznámila vydání nové skladby „The Violence", načež následně vydala 6. prosince dubstepovou verzi této sklady v produkci od interpreta „Sikdope". Následně bylo oznámeno světové turné 'Like A House On Fire World Tour', kde měla kapela jako podporu skupiny Falling in Reverse, Wage War a Hyro the Hero. Oznámení o novém albu přišlo 4. března a neslo název Like House On Fire. Některými fanoušky bylo odmítáno pro přílišný odklon od původního stylu kapely a velkého vlivu sólových projektů Dannyho Worsnopa, jehož některé sólové skladby hanily hodnocením „Dobré leda do nákupního centra". Skupina oznámila 7. června podepsání smlouvy s nahrávací společností Better Noise Music.

### See What's on the Inside(2021–současnost)
20. srpna byl vydán singl „Alone Again" a bylo oznámeno sedmé studiové album See What's on the Inside s datem vydání 1. září 2021. Vydaný singl je syrová emotivní rocková záležitost, což může znamenat, že se skupina rozhodla vrátit k spíše hard-rockovému zvuku známému např. z třetího alba From Death to Destiny (2013). Ve stejný den byl zveřejněn seznam skladeb na tomto albu.

## Styl hudby
Styl hudby této skupiny se nejčastěji popisuje jako metalcore. Jejich první album (Stand Up and Scream) je především metalcorové album s prvky elektronické hudby. Tomuto stylu se říká electronicore. Jejich druhé album (Reckless & Relentless) se zaměřuje už spíše jen na metalcore a třetí album (From Death to Destiny) je metalcore s prvky heavy metalu a hard rocku. Následující album (The Black) nabídlo spíše „popovější" pohled na metalcore, zřejmě pod vlivem nového zpěváka. Obecně lze řící, že skupina s každým albem experimentuje odlišnými žánry na ose metalcore / hard-rock / alternativní pop-rock / generetic rock.

### Inspirace
Hlavní kytarista skupiny Ben Bruce prozradil, že se jejich skupina nejčastěji inspiruje moderními skupinami jako jsou např. Slipknot nebo Avenged Sevenfold. Jejich oblíbení interpreti jsou také Guns N' Roses, Metallica, Sebastian Bach, Van Halen, Skid Row, Def Leppard nebo Mötley Crüe.

### Styl textů
Ben Bruce jejich styl textů ve starších písničkách popsal jako stupidní. Zároveň však řekl, že skupina chtěla přestat s texty typu „fuck!" nebo „you stupid fucking whore" a chtěla začít se smysluplnějšími texty. Jejich nejnovější album to prozatím potvrzuje, protože se skupina přestala dále zabývat drogami, sexem a alkoholem a zabývá se spíše moderními tématy. Na eponymním albu v některých textech zpěvák Danny Worsnop popisuje svoje problémy se závislostmi z minulosti, kdy například psal texty k albu From Death To Destiny a pod vlivem závislostí měl problém texty formulovat : „Banging my head against the wall, tryna' put words on a page" (Mlátil jsem hlavou o zeď ve snaze dostat slova na papír).

## Diskografie
Studiová alba
- Stand Up and Scream (2009)
- Reckless & Relentless (2011)
- From Death to Destiny (2013)
- The Black (2016)
- Asking Alexandria (2017)
- Like House On Fire (2020)
- See What's on the Inside (2021)